# Miłości nie oszukasz
Miłości nie oszukasz (oryg. Yeh Lamhe Judaai Ke) – indyjski film, bollywoodzki dramat dokańczany po 10 latach w 2004 roku, z powodu sławy odtwórcy głównej roli Shah Rukh Khana, którego filmową partnerką jest Raveena Tandon.

## Fabuła
Dushyant (Shah Rukh Khan), Jaya (Raveena Tandon), Sujit (Mohnish Behl) i Nisha są przyjaciółmi z dzieciństwa. Największym marzeniem Dushyanta jest zostać sławnym piosenkarzem. Jego przyjaciółka Jaya pomaga mu osiągnąć te marzenia. Dushyant osiąga sukces, zapominając jednocześnie o tym, co zrobiła dla niego Jaya. Nisha, widząc jaką pozycję osiągnął Dushyant, pragnie poślubić przyjaciela. Czy Jaya zapomni o swej pierwszej miłości? Czy serce Dushyanta otrząśnie się ze swojej ślepoty i dostrzeże miłość Jai?

## Obsada
- Shah Rukh Khan – Dushant
- Raveena Tandon – Jaya
- Navneet Nishan – Nisha
- Amit Kumar – Rahul
- Divya Desai – Sheetal
- Mohnish Behl – Sujith
- Kiran Kumar
- Deepak Parashar
- Avtar Gill
- Deven Bhojani

## Muzyka i piosenki
Twórcami muzyki są Nikhil Vinay i Rajendra Salil. W playbacku śpiewają: Asha Bhosle, Udit Narayan, Kumar Sanu, Anuradha Paudwal i Alka Yagnik.
- Tera Naam Lene Ki
- Yeh Dil Hai Ya Sheesha
- Tum Paas Ho Jab Mere
- Yaadein Teri Yaadein (Sad)
- Ram Kasam Dilli Sarkar
- Yaadein Teri Yaadein
- Teriyan Mohabattan
- Mere Dil Ko Kare Bekaboo